# Eglinova letecká základna
Eglinova letecká základna (anglicky Eglin Air Force Base; kód IATA je VPS, kód ICAO KVPS, kód FAA LID VPS) je vojenská letecká základna letectva Spojených států amerických nacházející se pět kilometrů jihozápadně od města Valparaiso na Floridě. Je domovskou základnou 96. křídla týlové služby letištní základny (96th Air Base Wing; 96 ABW) a 46. zkušebního křídla (46th Test Wing), která spadají pod Velitelství zásobování vzdušných sil (Air Force Materiel Command), konkrétně pod jeho Středisko pro leteckou výzbroj (Air Armament Center).
46. zkušební křídlo úzce spolupracuje s AAC na vývoji, testování a následném uvedení a uplatnění nových vojensko-technických prvků do praxe. K těm patří například nové typy letadel, raket vzduch-vzduch, naváděcích systémů, munice aj. Úkolem 96. křídla týlové služby je pak logistická, technická, zdravotnická a bezpečnostní podpora chodu základny a všech na ní umístěných jednotek.
Tato základna byla zřízena v roce 1935, tehdy pod názvem „Valparaiso Bombing and Gunnery Base“. Později byla pojmenována na počest podplukovníka letectva Fredericka I. Eglina (1891–1937), který zemřel po pádu svého stíhacího bombardéru Northrop A-17.